# Чемпионат Литвы по волейболу среди мужчин
Чемпионат Литвы по волейболу среди мужчин — ежегодное соревнование мужских волейбольных команд Литвы. Проводился в 1935—1939 годах, с 1947 по 1990 год разыгрывался чемпионат Литовской ССР. С 1991 года возобновлён в качестве чемпионата независимой Литвы.
Проводится в двух дивизионах — лигах «А» и «В». Организатором чемпионатов является Литовская федерация волейбола.

## Формула соревнований
В сезоне 2024/2025 чемпионат в лиге «А» включал два этапа — предварительный и плей-офф. На предварительной стадии 6 команд играли в два круга. Все вышли в плей-офф, где к ним присоединились «Амбер Воллей» и «Эльга-Графайте-Спортас». Образовавшаяся восьмёрка в четвертьфинальных сериях плей-офф до двух побед одного из соперников определила 4 команды, которые в формате «финала четырёх» (два полуфинала и два финала — за 3-е и 1-е места) определили призёров чемпионата.
За победу со счётом 3:0 и 3:1 команды получают 3 очка, 3:2 — 2 очка, за поражение со счётом 2:3 — 1 очко, 0:3 и 1:3 — 0 очков.
В чемпионате 2024/25 в лиге «А» участвовали 8 команд: «Амбер Воллей» (Гаргждай), «Эльга-Графайте-Спортас» (Шяуляй), «Вильнюс Университетас» (Вильнюс), «Сюдува» (Мариямполе), «Алитус Ультра» (Алитус), «Вильнюс-Тех» (Вильнюс), «Люшис Воллей» (Расейняй), «Вильнюс РСЦ». Чемпионский титул выиграл «Амбер Воллей», победившая в финале команду «Эльга-Графайте-Спортас» 3:1. 3-е место занял «Вильнюс Университетас».

## Чемпионы
| - 1935 КФЛС Каунас - 1936 КЙСО Каунас - 1937 КЙСО Каунас - 1938 КЙСО Каунас - 1939 не завершён - 1991 ВТК Вильнюс - 1992 ВТК-«Вилкас» Вильнюс - 1993 «Морена» Вильнюс - 1994 «Ламарингас» Вильнюс - 1995 «Ламарингас» Вильнюс - 1996 «Юсте ир Ко» Вильнюс - 1997 «Швиеса» Вильнюс - 1998 ВПУ Вильнюс - 1999 ВПУ Вильнюс - 2000 «Эльга-Стартас» Шяуляй - 2001 «Контактас» Вильнюс - 2002 «Контактас» Вильнюс - 2003 «Контактас» Вильнюс - 2004 «Окликема» Вильнюс - 2005 «Антивис» Кельме | - 2006 «Науйойи-Аглуона» Паневежис - 2007 «Окликема» Вильнюс - 2008 «Исто-Таурас» Вильнюс - 2009 «Фламинго Воллей» Вильнюс - 2010 «Эльга-Стартас» Шяуляй - 2011 «Фламинго Воллей» Вильнюс - 2012 «Фламинго Воллей» Вильнюс - 2013 «Антивис-Этовис» Кельме - 2014 «Эльга-Дубиса» Шяуляй - 2015 «Сюдува» Мариямполе - 2016 «Таурас» Вильнюс - 2017 «Фламинго Воллей» Вильнюс - 2018 «Сюдува» Мариямполе - 2019 «Амбер-Куин» Клайпеда - 2020 чемпионат не завершён, итоги не подведены - 2021 «Амбер-Арланга» Гаргждай - 2022 «Амбер-Арланга» Гаргждай - 2023 «Эльга-Дубиса» Шяуляй - 2024 «Амбер Воллей» Гаргждай - 2025 «Амбер Воллей» Гаргждай |